# Liste der Sieger der Grand-Slam-Turniere (Junioreneinzel)
Die Liste der Sieger der Grand-Slam-Turniere im Junioreneinzel listet alle Grand-Slam-Sieger der männlichen Tennis-Junioren auf.
Die Historie von Juniorenwettbewerben bei den am höchsten dotierten Turnieren auf der Tennistour geht bis in die 1920er Jahre zurück. Mit den Australian Open erfolgte 1922 die erste Austragung eines Wettbewerbes für männliche Junioren. 1947 folgten mit den French Open und den Wimbledon Championships zwei weitere Wettbewerbe der Juniorenkategorie auf Grand-Slam-Niveau. Mit den US Open 1973 wurde schließlich das heute bekannte Quartett an Grand-Slam-Turnieren mit einem Junioren-Einzel-Event komplettiert.
Die vier Grand-Slam-Turniere auf der Juniors Tour werden als Turniere der Kategorie JA innerhalb der ITF Junior Tour aufgeführt. Diese Kategorisierung wird unter anderem hinsichtlich der Verteilung von Weltranglistenpunkten vorgenommen. Im Gegensatz zur sogenannten Seniors Tour teilen sich die vier Slams der Juniors Tour den höchsten Turnierstatus mit sechs weiteren Turnieren, die jedoch aus historischer Sicht nicht als Grand-Slam-Turnier wahrgenommen werden und daher in dieser Liste nicht weiter betrachtet werden.
Bei den Einzelwettbewerben der Junioren wird in einem 64er-Turnierfeld der Sieger ausgespielt. Für die Teilnahme an den Turnieren ist im Vergleich zu den Senior-Events ein Alterslimit von höchstens 18 Jahren vorgesehen. Dabei gilt das Jahr, in dem die Spieler 18 Jahre alt werden als Grenze. Aufgrund des zeitlich späteren Beginns der Juniorenwettbewerbe im Vergleich zu den Seniorenwettbewerben ist es Junioren möglich, an den Events beider Alterskategorien teilzunehmen. Diese Praxis ist hin und wieder bei Spielern zu beobachten, deren Nationalität mit jener des austragenden Turniers übereinstimmt und eine Teilnahme am Seniorenwettbewerb durch eine Wildcard ermöglicht wird.
Erfolgreichster Teilnehmer bei Junioren-Einzelwettbewerben ist John Newcombe mit 5 Titeln zwischen 1961 und 1963. Als einziger Spieler konnte Stefan Edberg bei allen vier Grand-Slam-Turnieren in der Juniorenkategorie den Sieg erringen. Da ihm dies im Kalenderjahr 1983 gelang, gehört Stefan Edberg übergreifend zu den wenigen Spielerinnen und Spielern (Junioren oder Senioren), die den sogenannten Grand Slam erringen konnten. Gleichzeitig ist Stefan Edberg auch der einzige männliche Juniorenspieler, der den Karriere-Grand-Slam erringen konnte.
Einige Junioren-Einzelsieger konnten auch bei Profis Erfolge feiern. John Newcombe und Stefan Edberg feierten auch bei den Grand Slams der Erwachsenen 7 respektive 6 Titel. Die Wiederholung eines Grand-Slam-Triumphs bei den Profis ist in jüngerer Vergangenheit jedoch seltener zu sehen. Diese Leistung gelang zuletzt dem Kroaten Marin Čilić, der sowohl bei den Junioren (2005 in Roland Garros) als auch bei den Profis (US Open 2014) einen Sieg bei einem der vier am höchsten dotierten Turniere feierte. Gleichermaßen gibt es einige Spieler, die große Erfolge bei den Erwachsenen erzielen, aber nie als Junioren erfolgreich waren.

## Wettbewerbe
Farblegende: Grand Slam
| Jahr                | Australian Open                      | French Open               | Wimbledon                   | US Open               |
| ------------------- | ------------------------------------ | ------------------------- | --------------------------- | --------------------- |
| 1922                | Alan Yeldham                         |                           |                             |                       |
| 1923                | Leonard Cryle                        |                           |                             |                       |
| 1924                | Alan Coldham                         |                           |                             |                       |
| 1925                | Alan Coldham                         |                           |                             |                       |
| 1926                | Jack Crawford                        |                           |                             |                       |
| 1927                | Jack Crawford                        |                           |                             |                       |
| 1928                | Jack Crawford                        |                           |                             |                       |
| 1929                | Jack Crawford                        |                           |                             |                       |
| 1930                | Donald Turnbull                      |                           |                             |                       |
| 1931                | Bruce Moore                          |                           |                             |                       |
| 1932                | Vivian McGrath                       |                           |                             |                       |
| 1933                | Adrian Quist                         |                           |                             |                       |
| 1934                | Neil Ennis                           |                           |                             |                       |
| 1935                | John Bromwich                        |                           |                             |                       |
| 1936                | John Bromwich                        |                           |                             |                       |
| 1937                | John Bromwich                        |                           |                             |                       |
| 1938                | Max Newcombe                         |                           |                             |                       |
| 1939                | Bill Sidwell                         |                           |                             |                       |
| 1940                | Dinny Pails                          |                           |                             |                       |
| 1941–1945           | ausgefallen                          |                           |                             |                       |
| 1946                | Frank Sedgman                        |                           |                             |                       |
| 1947                | Don Candy                            | Jacques Brichant          | Kurt Nielsen                |                       |
| 1948                | Ken McGregor                         | Kurt Nielsen              | Staffan Stockenberg         |                       |
| 1949                | Clive Wilderspin                     | Jean-Claude Molinari      | Staffan Stockenberg         |                       |
| 1950                | Ken Rosewall                         | Roland Dubuisson          | John Horn                   |                       |
| 1951                | Lew Hoad                             | Ham Richardson            | Johann Kupferburger         |                       |
| 1952                | Ken Rosewall                         | Ken Rosewall              | Bobby Wilson                |                       |
| 1953                | Bill Gilmour                         | Jean-Noël Grinda          | Billy Knight                |                       |
| 1954                | Billy Knight                         | Roy Emerson               | Ramanathan Krishnan         |                       |
| 1955                | Gerry Moss                           | Andrés Gimeno             | Mike Hann                   |                       |
| 1956                | Bob Mark                             | Mustapha Belkhodja        | Ronald Holmberg             |                       |
| 1957                | Rod Laver                            | Alberto Arilla            | Jimmy Tattersall            |                       |
| 1958                | Martin Mulligan                      | Earl Buchholz             | Earl Buchholz               |                       |
| 1959                | Earl Buchholz                        | Ingo Buding               | Toomas Leius                |                       |
| 1960                | Will Coghlan                         | Ingo Buding               | Rodney Mandelstam           |                       |
| 1961                | John Newcombe                        | John Newcombe             | Clark Graebner              |                       |
| 1962                | John Newcombe                        | John Newcombe             | Stanley Matthews            |                       |
| 1963                | John Newcombe                        | Nicky Kalogeropoulos      | Nicky Kalogeropoulos        |                       |
| 1964                | Tony Roche                           | Cliff Richey              | Ismail El Shafei            |                       |
| 1965                | Georges Goven                        | Gerald Battrick           | Wladimir Korotkow           |                       |
| 1966                | Karl Coombes                         | Wladimir Korotkow         | Wladimir Korotkow           |                       |
| 1967                | Brian Fairlie                        | Patrick Proisy            | Manuel Orantes              |                       |
| 1968                | Phil Dent                            | Phil Dent                 | John Alexander              |                       |
| Beginn der Open Era |                                      |                           |                             |                       |
| 1969                | Allan McDonald                       | Antonio Muñoz             | Byron Bertram               |                       |
| 1970                | John Alexander                       | Juan Herrera              | Byron Bertram               |                       |
| 1971                | Cliff Letcher                        | Corrado Barazzutti        | Robert Kreiss               |                       |
| 1972                | Paul Kronk                           | Buster Mottram            | Björn Borg                  |                       |
| 1973                | Paul McNamee                         | Víctor Pecci              | Billy Martin                | Billy Martin          |
| 1974                | Harry Brittain                       | Christophe Casa           | Billy Martin                | Billy Martin          |
| 1975                | Brad Drewett                         | Christophe Roger-Vasselin | Chris Lewis                 | Howard Schoenfield    |
| 1976                | Ray Kelly                            | Heinz Günthardt           | Heinz Günthardt             | Ricardo Yzaga         |
| 1977                | Ray Kelly (Jan.) Brad Drewett (Dez.) | John McEnroe              | Van Winitsky                | Van Winitsky          |
| 1978                | Pat Serret                           | Ivan Lendl                | Ivan Lendl                  | Per Hjertquist        |
| 1979                | Greg Whitecross                      | Ramesh Krishnan           | Ramesh Krishnan             | Scott Davis           |
| 1980                | Craig A. Miller                      | Henri Leconte             | Thierry Tulasne             | Mike Falberg          |
| 1981                | Jörgen Windahl                       | Mats Wilander             | Matt Anger                  | Thomas Högstedt       |
| 1982                | Mark Kratzmann                       | Tarik Benhabiles          | Pat Cash                    | Pat Cash              |
| 1983                | Stefan Edberg                        | Stefan Edberg             | Stefan Edberg               | Stefan Edberg         |
| 1984                | Mark Kratzmann                       | Kent Carlsson             | Mark Kratzmann              | Mark Kratzmann        |
| 1985                | Shane Barr                           | Jaime Yzaga               | Leonardo Lavalle            | Tim Trigueiro         |
| 1986                | ausgefallen                          | Guillermo Pérez Roldán    | Eduardo Vélez               | Javier Sánchez        |
| 1987                | Jason Stoltenberg                    | Guillermo Pérez Roldán    | Diego Nargiso               | David Wheaton         |
| 1988                | Johan Anderson                       | Nicolás Pereira           | Nicolás Pereira             | Nicolás Pereira       |
| 1989                | Nicklas Kulti                        | Fabrice Santoro           | Nicklas Kulti               | Jonathan Stark        |
| 1990                | Dirk Dier                            | Andrea Gaudenzi           | Leander Paes                | Andrea Gaudenzi       |
| 1991                | Thomas Enqvist                       | Andrij Medwedjew          | Thomas Enqvist              | Leander Paes          |
| 1992                | Grant Doyle                          | Andrei Pavel              | David Škoch                 | Brian Dunn            |
| 1993                | James Baily                          | Roberto Carretero         | Răzvan Sabău                | Marcelo Ríos          |
| 1994                | Ben Ellwood                          | Jacobo Díaz               | Scott Humphries             | Sjeng Schalken        |
| 1995                | Nicolas Kiefer                       | Mariano Zabaleta          | Olivier Mutis               | Nicolas Kiefer        |
| 1996                | Björn Rehnquist                      | Alberto Martín            | Uladsimir Waltschkou        | Daniel Elsner         |
| 1997                | Daniel Elsner                        | Daniel Elsner             | Wesley Whitehouse           | Arnaud Di Pasquale    |
| 1998                | Julien Jeanpierre                    | Fernando González         | Roger Federer               | David Nalbandian      |
| 1999                | Kristian Pless                       | Guillermo Coria           | Jürgen Melzer               | Jarkko Nieminen       |
| 2000                | Andy Roddick                         | Paul-Henri Mathieu        | Nicolas Mahut               | Andy Roddick          |
| 2001                | Janko Tipsarević                     | Carlos Cuadrado           | Roman Valent                | Gilles Müller         |
| 2002                | Clément Morel                        | Richard Gasquet           | Todd Reid                   | Richard Gasquet       |
| 2003                | Marcos Baghdatis                     | Stan Wawrinka             | Florin Mergea               | Jo-Wilfried Tsonga    |
| 2004                | Gaël Monfils                         | Gaël Monfils              | Gaël Monfils                | Andy Murray           |
| 2005                | Donald Young                         | Marin Čilić               | Jérémy Chardy               | Ryan Sweeting         |
| 2006                | Alexandre Sidorenko                  | Martin Kližan             | Thiemo de Bakker            | Dušan Lojda           |
| 2007                | Brydan Klein                         | Uladsimir Ihnazik         | Donald Young                | Ričardas Berankis     |
| 2008                | Bernard Tomic                        | Yang Tsung-hua            | Grigor Dimitrow             | Grigor Dimitrow       |
| 2009                | Yuki Bhambri                         | Daniel Berta              | Andrei Kusnezow             | Bernard Tomic         |
| 2010                | Tiago Fernandes                      | Agustín Velotti           | Márton Fucsovics            | Jack Sock             |
| 2011                | Jiří Veselý                          | Björn Fratangelo          | Luke Saville                | Oliver Golding        |
| 2012                | Luke Saville                         | Kimmer Coppejans          | Filip Peliwo                | Filip Peliwo          |
| 2013                | Nick Kyrgios                         | Cristian Garín            | Gianluigi Quinzi            | Borna Ćorić           |
| 2014                | Alexander Zverev                     | Andrei Rubljow            | Noah Rubin                  | Omar Jasika           |
| 2015                | Roman Safiullin                      | Tommy Paul                | Reilly Opelka               | Taylor Harry Fritz    |
| 2016                | Oliver Anderson                      | Geoffrey Blancaneaux      | Denis Shapovalov            | Félix Auger-Aliassime |
| 2017                | Zsombor Piros                        | Alexei Popyrin            | Alejandro Davidovich Fokina | Wu Yibing             |
| 2018                | Sebastian Korda                      | Tseng Chun-hsin           | Tseng Chun-hsin             | Thiago Seyboth Wild   |
| 2019                | Lorenzo Musetti                      | Holger Rune               | Shintarō Mochizuki          | Jonáš Forejtek        |
| 2020                | Harold Mayot                         | Dominic Strickera         | ausgefallenb                | ausgefallenb          |
| 2021                | ausgefallenb                         | Luca Van Assche           | Samir Banerjee              | Daniel Rincón         |
| 2022                | Bruno Kuzuhara                       | Gabriel Debru             | Mili Poljičak               | Martín Landaluce      |
| 2023                | Alexander Blockx                     | Dino Prižmić              | Henry Searle                | João Fonseca          |
| 2024                | Rei Sakamoto                         | Kaylan Bigun              | Nicolai Budkov Kjær         | Rafael Jódar          |
| 2025                | Henry Bernet                         | Niels McDonald            | Iwan Iwanow                 |                       |

a Das Turnier wurde aufgrund der Covid-19-Pandemie nicht wie geplant Anfang Juni, sondern Mitte Oktober ausgetragen.

b Drei Turnierausgaben wurden 2020 und 2021 aufgrund der Covid-19-Pandemie nicht vergeben.

## Nationenwertung
Diese Liste führt jene Nationen auf, die ab 1973 Grand-Slam-Titel gewonnen haben (Stand nach den Wimbledon Championships 2025).
| Platz | Land                        | Gesamt | Australian Open | French Open | Wimbledon | US Open |
| ----- | --------------------------- | ------ | --------------- | ----------- | --------- | ------- |
| 1.    | Australien                  | 30     | 21              | 1           | 4         | 4       |
| 1.    | Vereinigte Staaten          | 30     | 4               | 4           | 9         | 13      |
| 3.    | Frankreich                  | 24     | 5               | 11          | 5         | 3       |
| 4.    | Schweden                    | 15     | 5               | 4           | 3         | 3       |
| 5.    | Spanien                     | 9      | —               | 4           | 1         | 4       |
| 6.    | Deutschland                 | 8      | 4               | 2           | —         | 2       |
| 7.    | Schweiz                     | 7      | 1               | 3           | 3         | —       |
| 8.    | Argentinien                 | 6      | —               | 5           | —         | 1       |
| 8.    | Tschechien Tschechoslowakei | 6      | 1               | 1           | 2         | 2       |
| 10.   | Indien                      | 5      | 1               | 1           | 2         | 1       |
| 10.   | Italien                     | 5      | 1               | 1           | 2         | 1       |
| 12.   | Kanada                      | 4      | —               | —           | 2         | 2       |
| 12.   | Kroatien                    | 4      | —               | 2           | 1         | 1       |
| 12.   | Russland Sowjetunion        | 4      | 1               | 2           | 1         | —       |
| 12.   | Vereinigtes Königreich      | 4      | 1               | —           | 1         | 2       |
| 16.   | Brasilien                   | 3      | 1               | —           | —         | 2       |
| 16.   | Bulgarien                   | 3      | —               | —           | 2         | 1       |
| 16.   | Chile                       | 3      | —               | 2           | —         | 1       |
| 16.   | Rumänien                    | 3      | —               | 1           | 2         | —       |
| 16.   | Chinesisch Taipeh           | 3      | —               | 2           | 1         | —       |
| 16.   | Venezuela                   | 3      | —               | 1           | 1         | 1       |
| 22.   | Belarus                     | 2      | —               | 1           | 1         | —       |
| 22.   | Belgien                     | 2      | 1               | 1           | —         | —       |
| 22.   | Dänemark                    | 2      | 1               | 1           | —         | —       |
| 22.   | Japan                       | 2      | 1               | —           | 1         | —       |
| 22.   | Mexiko                      | 2      | —               | —           | 2         | —       |
| 22.   | Niederlande                 | 2      | —               | —           | 1         | 1       |
| 22.   | Ungarn                      | 2      | 1               | —           | 1         | —       |
| 29.   | Bahamas                     | 1      | —               | —           | —         | 1       |
| 29.   | Volksrepublik China         | 1      | —               | —           | —         | 1       |
| 29.   | Ecuador                     | 1      | —               | —           | —         | 1       |
| 29.   | Finnland                    | 1      | —               | —           | —         | 1       |
| 29.   | BR Jugoslawien              | 1      | 1               | —           | —         | —       |
| 29.   | Litauen                     | 1      | —               | —           | —         | 1       |
| 29.   | Luxemburg                   | 1      | —               | —           | —         | 1       |
| 29.   | Neuseeland                  | 1      | —               | —           | 1         | —       |
| 29.   | Norwegen                    | 1      | —               | —           | 1         | —       |
| 29.   | Österreich                  | 1      | —               | —           | 1         | —       |
| 29.   | Paraguay                    | 1      | —               | 1           | —         | —       |
| 29.   | Peru                        | 1      | —               | 1           | —         | —       |
| 29.   | Slowakei                    | 1      | —               | 1           | —         | —       |
| 29.   | Südafrika                   | 1      | —               | —           | 1         | —       |
| 29.   | Zypern                      | 1      | 1               | —           | —         | —       |